# بروس غرين
بروس غرين (بالإنجليزية: Bruce Green)‏ هو مونتير أمريكي، ولد في القرن العشرين في نيويورك في الولايات المتحدة.

## وصلات خارجية
- بروس غرين على موقع IMDb (الإنجليزية)
- بروس غرين على موقع ألو سيني (الفرنسية)
- بروس غرين على موقع أول موفي (الإنجليزية)
- بروس غرين على موقع قاعدة بيانات الأفلام السويدية (السويدية)
- بروس غرين على موقع قاعدة بيانات الفيلم (الإنجليزية)
- بروس غرين على موقع كينوبويسك (الروسية)